# 鸦雀岭站
鸦雀岭站是位于湖北宜昌市夷陵区鸦鹊岭镇的一个铁路车站，邮政编码443113。车站建于1970年，有焦柳铁路、鸦宜铁路经过该站，现仅办理货运业务，不办理客运业务。车站距离月山站706公里，距宜昌站37公里，隶属武汉铁路局，是四等站，本站及相邻上下行区间均为电气化区段。